# 碳信用
碳信用额（英語：carbon credit），简称碳信用，是指排放1吨二氧化碳当量的温室气体的权利的任何可交易额度或许可证通用术语。
碳信用和碳市场是国家和国际缓解温室气体浓度增长的努力一部分。一个碳信用额等于1吨二氧化碳，在一些市场中也可转换为1吨二氧化碳当量的温室气体。碳交易是排放权交易方法的一种应用。其逻辑是是为各市场主体的温室气体排放量设置额度上限，然后以市场交易机制在受管制的主体之间分配排放量额度。
其目标是在市场机制的驱动下，相较于可无成本地排放温室气体的情况，推动工业和商业过程向更低碳的方向发展。由于减少温室气体排放的项目能够产生可交易的碳信用额，因此该方法能在经济上激励贸易伙伴之间以及世界范围内的碳减排计划。
也有许多公司将碳信用额出售给有意自愿降低其碳足跡的商业和个人客户。这些碳补偿交易者从投资基金或碳开发公司购买他们在各个项目中积累下的额度。买卖双方还可以像交易碳信用额股票一样，使用交易平台进行交易。信用的品质取决于验证过程和作为碳项目发起人的基金或开发公司的成熟程度。这反映在他们的价格上。志愿单位的价值通常低于通过严格验证的清洁发展机制出售的单位。欧盟的碳信用额交易价格从$ 7.78到$ 25.19不等，在2018年平均每吨为$ 16.21。尽管仍处于发展之中，但预计碳信用额的价值和交易量将继续增长，尤其是在COVID-19大流行引发的经济衰退之后，一些政府已承诺进行“绿色复苏”。

## 定义
《柯林斯英语词典》将碳信用额定义为“证明政府或公司已付费来去除环境中一定量的二氧化碳的证明”。维多利亚州环境保护局将碳信用额定义为“温室气体排放指定值减少或抵消量的通用术语。通常相当于一吨二氧化碳当量（CO2-e）。”
Investopedia将碳信用额定义为作为“允许持有者排放一吨二氧化碳的许可”……它“可在国际市场上以当时市价进行交易。”

## 种类
碳信用额有两种类型：自愿减排（voluntary emissions reduction，VER），即在场外交易或自愿市场上交换信用额的碳补偿；核证减排（certified emissions reduction，CER），即旨在补偿某个项目的排放的监管框架定义的排放单位（或信用额）。

## 背景
化石燃料的燃烧是温室气体排放的主要来源，尤其是电力、水泥、钢铁、纺织、化肥和许多其他依赖化石燃料（煤、煤电、天然气、石油）的行业。这些行业排放的主要温室气体是二氧化碳、甲烷、一氧化二氮、碳氟化合物（HFCs）等，这些都会增加大气捕获红外能量的能力，从而影响气候。

随着人们越来越意识到控制排放的必要性，碳信用的概念应运而生。政府間氣候變化專門委員會（IPCC）观察到：
提供实际或隐含碳价格的政策能够鼓励生产者和消费者大量投资温室气体低排放的产品、技术和工艺。此类政策可包括经济手段、政府资金和监管……
同时它指出，只要初始分配机制和长期价格具有合理水平的可预测性，可交易许可证制度是对工业部门环境有效的政策工具之一。
该机制已在170多个国家间的国际协议《京都议定书》中得到正式表述，其市场机制在随后的《联合国气候变化框架公约》中达成一致。所采用的机制类似于美国成功的酸雨计划，以减少一些工业污染物的排放。